# João Pedro Neves Filipe
João Pedro Neves Filipe (sinh ngày 30 tháng 3 năm 1999), hay Jota, là một cầu thủ bóng đá người Bồ Đào Nha thi đấu ở vị trí tiền đạo cho Celtic.

## Sự nghiệp câu lạc bộ
Sinh ra ở Lisbon, Filipe có màn ra mắt cho Benfica B trong trận đấu tại LigaPro 2016–17 trước Varzim ngày 23 tháng 1.

## Danh hiệu
Benfica
- Campeonato Nacional de Juniores: 2017–18

Bồ Đào Nha
- Giải vô địch bóng đá U-17 châu Âu: 2016